# Eleições parlamentares europeias de 2004 (França)
As eleições parlamentares europeias de 2004 na França, realizadas a 13 de Junho, serviram para eleger os 78 deputados do país para o Parlamento Europeu.
O grande vencedor foi o Partido Socialista que reforçou a sua votação em relação a 1999.

## Resultados Nacionais
| Partido                 | Partido                          | Votos      | %               | +/-   | Deputados | +/-   |
| ----------------------- | -------------------------------- | ---------- | --------------- | ----- | --------- | ----- |
|                         | Partido Socialista               | 4 960 756  | 28,90 / 100,00  | 6,95  | 31 / 78   | 9     |
|                         | União por um Movimento Popular   | 2 856 368  | 16,64 / 100,00  | 3,82  | 17 / 78   | 5     |
|                         | União pela Democracia Francesa   | 2 053 446  | 11,96 / 100,00  | 2,68  | 11 / 78   | 2     |
|                         | Frente Nacional                  | 1 684 947  | 9,81 / 100,00   | 4,12  | 7 / 78    | 2     |
|                         | Os Verdes                        | 1 271 394  | 7,41 / 100,00   | 2,31  | 6 / 78    | 3     |
|                         | Movimento pela França            | 1 145 839  | 6,67 / 100,00   | -     | 3 / 78    | -     |
|                         | Partido Comunista Francês        | 1 009 976  | 5,88 / 100,00   | 0,90  | 3 / 78    | 3     |
|                         | LO - LCR                         | 440 134    | 2,56 / 100,00   | 2,62  | 0 / 78    | 5     |
|                         | Caça, Pesca, Natureza, Tradições | 297 273    | 1,73 / 100,00   | 5,04  | 0 / 78    | 6     |
|                         | Reagrupamento pela França        | 291 234    | 1,70 / 100,00   | 11,35 | 0 / 78    | 13    |
|                         | A França de Base                 | 266 358    | 1,55 / 100,00   | Novo  | 0 / 78    | Novo  |
|                         | Outros                           | 889 633    | 5,19 / 100,00   |       | 0 / 78    |       |
| Votos inválidos         | Votos inválidos                  | 585 245    | 3,30 / 100,00   | 2,66  |           |       |
| Total                   | Total                            | 17 752 603 | 100,00 / 100,00 |       | 78 / 78   | 9     |
| Eleitorado/Participação | Eleitorado/Participação          | 41 518 595 | 42,76 / 100,00  | 4,00  |           |       |
| Fonte                   | Fonte                            | [ 1 ]      | [ 1 ]           | [ 1 ] | [ 1 ]     | [ 1 ] |